# Araujia sericifera
Araujia sericifera är en oleanderväxtart som beskrevs av Felix de Silva Avellar Brotero. Araujia sericifera ingår i släktet Araujia och familjen oleanderväxter. Inga underarter finns listade i Catalogue of Life.